# Hinterstoder
 (juin 2023).
Si vous disposez d'ouvrages ou d'articles de référence ou si vous connaissez des sites web de qualité traitant du thème abordé ici, merci de compléter l'article en donnant les références utiles à sa vérifiabilité et en les liant à la section « Notes et références ».
Hinterstoder est une commune autrichienne, située dans le Land de Haute-Autriche en Autriche. Il s'agit aussi d'une station de sports d'hiver de taille moyenne.

## Station de sports d'hiver
L'essentiel du domaine skiable, tracé directement dans la forêt, se situe entre le plateau d'altitude Hutterer Boden (1 400 m) et le mont Hutterer Höss (1 858 m), avec des pistes relativement courtes et d'un niveau technique moyen. La partie inférieure du domaine offre certes un dénivelé total plus important, mais les pistes y sont - principalement du fait de l'altitude faible - souvent partiellement fermées lors des hivers peu enneigés. Depuis 2009, le domaine est étendu jusqu'à une altitude de 2 000 m sur le mont Schafkogel. Cette extension n'offre toutefois que peu d'intérêt, vu le très faible dénivelé des pistes ajoutées. Les remontées mécaniques sont, à l'exception du télésiège 6 places débrayable Höss-Express, de conception relativement ancienne (majorité de téléskis).
Cela n'empêche pas la station d'être très fréquentée[réf. nécessaire]. La station a déjà accueilli des compétitions internationales, dont la coupe du monde de ski alpin en 2016 et en 2020.
Hinterstoder est membre des regroupements de stations de ski OÖ Snow & Fun Card et SunnyCard. Depuis 2014, la commune mène une politique de communication commune avec sa voisine Wurzeralm : un projet de fusion de leur station de ski respective est en cours. En 2015, il a été question de créer un tunnel permettant de relier les deux stations en téléphérique, mais ce projet a été avorté en raison de son coût trop élevé.